# Пий IX
Блаженный Пий IX (лат. Pius PP. IX, итал. Pio Nono; в миру граф Джова́нни Мари́я Джамбатти́ста Пье́тро Пеллегри́но Исидо́ро Маста́и де Ферре́тти; 13 мая 1792[…], Сенигаллия, Папская область — 7 февраля 1878[…], Апостольский дворец, Королевство Италия) — папский и итальянский религиозный и политический деятель, кардинал. Папа римский с 16 июня 1846 года по 7 февраля 1878 года, последний (до 1870 года) суверен Папского государства, возглавлявший вооружённую борьбу против Италии.
Вошёл в историю Римско-католической церкви как папа, провозгласивший догмат о непорочном зачатии Пресвятой Девы Марии и созвавший I Ватиканский собор, утвердивший догматическое учение о непогрешимости Римского первосвященника. Уже в начале своего длительного понтификата ему пришлось бороться против присоединения своих владений к единой Италии. Потеря им светской власти при сохранении духовной породила Римский вопрос, длившийся почти 60 лет.

## Биография
Джованни Мария Мастаи Ферретти родился 13 мая 1792 года. Был девятым ребёнком в дворянской семье Джироламо, графа Ферретти. В день своего рождения был крещён в соборе Святого Петра в Сенигаллии дядей — священником Анджелло Мастаи Ферретти. 2 февраля 1803 года принял Первое Причастие из рук епископа Сенигаллии, будущего кардинала Бернардино Онорати. С 1803 года по 1808 год обучался в Пиаристском колледже в Вольтерре, который был вынужден оставить из-за внезапных приступов эпилепсии, возникшей у него после травмы головы. В 1812 году по болезни был освобождён от призыва в Королевскую почётную гвардию часовых. С 1814 года часто гостил в Риме у своего дяди Паолино Мастаи Ферретти. Поступил в Римский коллегиум (Collegio Romano), где изучал богословие и философию. В 1815 году написал прошение о вступлении в Дворянскую гвардию и вскоре был принят в её ряды, но из-за болезни был вынужден оставить и службу. В том же году отправился в паломничество в Лорето, где встретил папу Пия VII, сыгравшего важную роль в его будущей церковной карьере. После падения Наполеона возвратился в Рим, где обучался в университете Ла Сапиенца. В этот же период обучался в семинарии и одновременно занимался благотворительной деятельностью в доме «Tata Giovanni Institute», где работал с брошенными детьми. 5 января 1817 году вступил в Третий орден францисканцев. Страдая эпилепсией, обратился к Пию VII с просьбой разрешить его рукоположение в священника, которая была удовлетворена. 20 декабря 1818 года был рукоположён в субдиакона, в марте 1819 года — в диакона и 10 апреля 1819 года — в священника епископом Сенигаллии кардиналом Фабрицио Шеберассом Тестаферратой. Некоторое время был ректором «Tata Giovanni Institute» в Риме. Послан Пием VII незадолго до смерти последнего в Латинскую Америку, где должен был служить при апостольском нунции Джованни Муци в Перу и Чили. В 1825 году отозван в Рим, стал каноником церкви Санта-Мария-ин-Виа-Лата и был назначен Львом XII управляющим больницы Сан-Микеле, в которой проработал по 1827 год.
21 мая 1827 года Лев XII назначил Ферретти архиепископом Сполето. 3 июня 1827 года состоялось его рукоположение в епископы, которое совершил кардинал Франческо Саверио Мария Феличе Касльони (будущий Пий VIII) в сослужении с президентом Папской Церковной академии и титулярным архиепископом Тамиатиса Джованни Джакомо Синибальди и титулярным епископом Трапезуса Антонио Пьятти. В 1831 году Ферретти был назначен апостольским ординарием Сполето и Риети, 17 декабря 1832 года — персональным архиепископом епархии Имолы.
23 декабря 1839 года папа Григорий XVI избрал его кардиналом «in pectore». Объявление о его избрании кардиналом состоялось 14 декабря 1840 года. Был избран Папой Римским 16 июня 1846 года.
С 1868 года страдал рожей и открытыми язвами на ногах. С 1877 года из-за болезней прекратил служить ежедневную мессу. Скончался 7 февраля 1878 года в 5:40 утра от приступа эпилепсии. Его тело первоначально было захоронено в Гроте святого Петра собора Святого Петра; позднее, 13 июля 1881 года, останки были перенесены в римскую базилику Сан-Лоренцо-фуори-ле-Мура.
Понтификат Пия IX — самый продолжительный в истории Римско-католической церкви после апостола Петра. Он продолжался 31 год, 7 месяцев и 22 дня.

## Избрание папой
После смерти Григория XVI 1 июня 1846 года состоялся конклав, который проходил в сложной политической обстановке, из-за которой в нём участвовало только лишь 46 из 62 кардиналов. Конклав разделился на две противоборствующие группы, одна из которых придерживалась консервативных взглядов и поддерживала государственного секретаря Луиджи Ламбрускини, а другая, либеральная, поддерживала двух кандидатов: Томмазо Паскуале Джицци и 54-летнего Ферретти. В первом туре Ферретти получил 15 голосов. Вечером 16 июня 1846 года состоялся второй тур выборов, во время которого понтификом был выбран Джованни Мария Мастаи Ферретти.
На следующее утро кардинал-диакон Томмазо Риарио Сфорца объявил об избрании нового папы. Джованни Мария Мастаи Ферретти взял себе имя Пий IX в честь Пия VII, разрешившего его рукоположение в священнический сан. 21 июня 1846 года состоялась интронизация Пия IX.

## Понтификат

### Папская область
В 1846—1847 годах Пий IX провёл либеральные реформы в Папской области, что побудило часть участников Рисорджименто увидеть в нём будущего объединителя Италии. Итальянские политические круги видели в Пие IX сторонника неогвельфов, которые стремились создать итальянскую конфедерацию во главе с Римским Папой. В начале Революции 1848—1849 он провёл в Папском государстве некоторые либеральные реформы. 29 апреля 1848 года Пий IX выступил с заявлением, что он не может поддерживать военные действия между Австрией и итальянскими войсками, что вызвало широкий протест в Риме. Последующее убийство 15 ноября 1848 года председателя совета министров Пеллегрино Росси вылилось в революцию, в результате чего Пий IX был вынужден бежать из Рима в Гаэту. В феврале 1849 года была провозглашена Римская республика, которая объявила о лишении Пия IX светской власти, после чего он обратился к правительствам Франции, Австрии, Испании и Королевства Обеих Сицилий. 12 апреля 1850 года, после подавления восстания французскими и неаполитанскими войсками, Пий IX возвратился в Рим.
Его покровителем считался французский император Наполеон III, войска которого по просьбе папы были введены в Рим. Тем не менее, когда Наполеон III потребовал отдать королю Италии папскую провинцию Романья, Пий IX ответил ему формулой категорического отказа Non possumus. 14 марта 1848 года Пий IX издал апостольскую конституцию, которой реформировал государственную структуру Папской области. В результате этой реформы в управлении Папской области стали преобладать миряне в соотношении 6850 человек против 300 человек, принадлежавших к духовенству, которые, тем не менее, имели право принимать ключевые решения. В 1850 году он создал Финансовое собрание, состоящее из четырёх мирян, которому подчинялись финансовые управления 20 провинций Папской области. Юридическая система Папской области не подверглась реформе. Первым юридическим актом Пия IX стала амнистия всех политических заключённых в Папской области, в ходе которой были освобождены около 13 тысяч человек. В то же время во время понтификата Пия IX судебная система Папской области приговорила к смертной казни 133 человека.
14 марта 1848 года Пий IX утвердил конституцию Папской области, которая провозглашала учение Католической церкви основой государственного устройства.
Армия Папской области почти целиком состояла из иностранцев. В 1859 году она насчитывала 15 тысяч военнослужащих.
Образование в Папской области было необязательным. Среднее образование было в основном под частным управлением или под контролем различных монашеских орденов и конгрегаций. В Папской области издавались одна газета — «Giornale di Roma» и один журнал — «Civilta Cattolica», которые находились под патронажем иезуитов.
После поражения Франции во Франко-прусской войне Папская область была присоединена к Итальянскому королевству, и Пий IX был лишён светской власти. В 1870 году Пий IX объявил себя «пленником Ватикана» и больше никогда не покидал его пределы до самой смерти. Согласно итальянскому «Закону о гарантиях», принятому 13 мая 1871 года, ватиканские дворцы передавались в собственность папы и ему выплачивалась ежегодная компенсация за потерю Папской области.

### Богословие
Провозгласил догмат о непорочном зачатии Девы Марии. Известен как автор «Силлабуса», «Списка важнейших заблуждений нашего времени», написанного в 1864 году. Это сочинение было приложением к энциклике «Quanta cura». В «Силлабусе», состоявшим из 80 «главных заблуждений», он повторил прежние осуждения пантеизма, натурализма, рационализма, либерализма, протестантизма, социализма и коммунизма, ранее данные в энцикликах и аллокуциях. «Силлабус» осуждал требование отделения церкви от государства, отрицание светской власти пап, признание преимущества светского права над церковным и свободу выбора религии. «Силлабус» вызвал широкий отклик и критику в обществе, после чего епископ Дюпанлу опубликовал комментарий к энциклике «Quanta cura», который был одобрен Пием IX.
Причислил к лику святых испанского инквизитора Педро Арбуэса, убитого в 1485 году, а также греко-католического епископа Иосафата Кунцевича, убитого православными Витебска. Созвал I Ватиканский вселенский собор в 1870 году. На соборе 24 апреля 1870 была принята конституция «Dei Filius», которая сформулировала основные принципы католического учения о морали. 16 июля 1870 года была принята догматическая конституция «Pastor aeternus», которая провозгласила догмат о папской безошибочности. Принятие этого догмата вызвало раскол в Католической церкви, после чего образовались так называемая Старокатолическая церковь.
Учредил уставы 74 новых женских монашеских конгрегаций.

### Отношения с Российской империей
В начале своего Понтификата Пий IX назначил в 1847 году епископов на вакантные кафедры в Российской империи. 3 августа 1847 года между Святым Престолом и Российской империей был установлен конкордат. Первое время Пий IX придерживался нейтралитета в положении католической церкви в Царстве Польском, не поддерживая национально-освободительное движение польского народа и не отвечая на вооружённый ответ российского правительства против поляков. Несмотря на позицию Пия IX, в Царстве Польском и в западных губерниях Российской империи в 1850 году было закрыто 32 католических монастыря и введены ограничения на вступление послушников в действующие монастыри. Особой проблемой в отношениях между Святым Престолом и Российской империей было положение греко-католиков.
Несмотря на то, что Пий IX не поддержал Польское восстание, российское правительство запретило деятельность большинства католических епархий в Российской империи. Пий IX критиковал действия Александра II по выселению восставших в Сибирь, в частности высылку варшавского архиепископа Зигмунта Фелинского. В своём послании он упоминал, что в сибирских деревнях Тунка и Иркут содержатся 150 католических священников. В ответ на это российское правительство 6 декабря 1863 года объявило во временном прекращении конкордата со Святым Престолом. Реакцией Пия IX на действия российских властей стала отдельная энциклика «Doverte», выпущенная 17 октября 1867 года, которая запрещала российским католикам подчиняться указам Духовной коллегии. С 1870 года, в результате дальнейшего обострения отношений между Святым Престолом и Российской империей, все католические епархии в Царстве Польском стали вакантными.

## Прославление
С 1878 года итальянское правительство неоднократно выступало против беатификации Пия IX. Несмотря на протесты итальянского правительства, папа Иоанн Павел II 6 июля 1985 года объявил Пия IX Слугой Божиим и 3 сентября 2000 года причислил его к лику блаженных. Беатификация Пия IX вызвала критику со стороны иудеев, которые обвиняли Пия IX в антисемитизме.
Католический богослов Ханс Кюнг после беатификации Пия IX назвал церковный акт причисления к святым «актом церковной политики».
День памяти в Католической церкви — 7 февраля.

## Энциклики
Во время своего понтификата Пий IX написал 38 энциклик. Серия энциклик посвящена осуждению либеральных, социалистических идей, которые, как считал Пий IX, угрожали Католической церкви. Некоторые энциклики посвящены проникновению либеральных идей в среду духовенства. В 1864 году была опубликована энциклика «Quanta cura», которая осудила нарушение свободы совести. Текст энциклики подготовил богослов, будущий кардинал и префект Конгрегации Индекса запрещённых книг Луиджи Бильо. Пий IX придерживался политики латинизации восточных обрядов, что отразилось в некоторых энцикликах, посвящённых Восточнокатолическим церквям.
| №  | Наименование энциклики        | Русское наименование | Содержание                                       | Дата издания          |
| -- | ----------------------------- | -------------------- | ------------------------------------------------ | --------------------- |
| 1  | Qui Pluribus                  |                      | О Боге-Отце и религии                            | 9 ноября 1846 года    |
| 2  | Praedecessores Nostros        |                      | О помощи Ирландии                                | 25 марта 1847 года    |
| 3  | Ubi Primum                    |                      | О дисциплине клириков                            | 17 июня 1847 года     |
| 4  | Ubi Primum                    |                      | О Непорочном Зачатии Пресвятой Девы Марии        | 2 февраля 1849 года   |
| 5  | Nostis Et Nobiscum            |                      | О церкви в Папской области                       | 8 декабря 1849 года   |
| 6  | Exultavit Cor Nostrum         |                      | О результатах Юбилейного года                    | 21 ноября 1851 года   |
| 7  | Nemo Certe Ignorat            |                      | О дисциплине клириков                            | 25 марта 1852 года    |
| 8  | Probe Noscitis Venerabiles    |                      | О дисциплине клириков                            | 17 мая 1852 года      |
| 9  | Inter Multiplices             |                      | О Духе Святом                                    | 21 марта 1853 года    |
| 10 | Neminem Vestrum               |                      | О преследовании армян                            | 2 февраля 1854 года   |
| 11 | Optime Noscitis               |                      | О создании Католического университета в Ирландии | 20 марта 1854 года    |
| 12 | Apostolicae Nostrae Caritatis |                      | Призыв молиться за мир                           | 1 августа 1854 года   |
| 13 | Optime Noscitis               |                      | О епископских собраниях                          | 5 ноября 1855 года    |
| 14 | Singulari Quidem              |                      | О церкви в Австрии                               | 17 марта 1856 года    |
| 15 | Cum Nuper                     |                      | О прекращении полномочий священнослужителей      | 20 января 1858 года   |
| 16 | Amantissimi Redemptoris       |                      | Об уходе священнослужителей на покой             | 3 мая 1858 года       |
| 17 | Cum Sancta Mater Ecclesia     |                      | Призыв к молитве                                 | 27 апреля 1859 года   |
| 18 | Qui Nuper                     |                      | О Папской области                                | 18 июня 1859 года     |
| 19 | Nullis Certe Verbis           |                      | О необходимости государственного суверенитета    | 19 января 1860 года   |
| 20 | Amantissimus                  |                      | О церквях                                        | 8 апреля 1862 года    |
| 21 | Quanto Conficiamur Moerore    |                      | О поощрении лжеучений                            | 10 августа 1863 года  |
| 22 | Incredibili                   |                      | О преследованиях на Новой Гренаде                | 17 сентября 1863 года |
| 23 | Maximae Quidem                |                      | О церкви в Баварии                               | 18 августа 1864 года  |
| 24 | Quanta Cura                   |                      | Осуждение текущих ошибок                         | 8 декабря 1864 года   |
| 25 | Meridionali Americae          |                      | О семинариях                                     | 30 сентября 1865 года |
| 26 | Levate                        |                      | О принадлежности к Церкви                        | 27 октября 1867 года  |
| 27 | Respicientes                  |                      | Протест против Рисорджименто                     | 1 ноября 1870 года    |
| 28 | Ubi Nos                       |                      | О Папской области                                | 15 мая 1871 года      |
| 29 | Beneficia Dei                 |                      | По случаю 25-летия Понтификата                   | 4 июня 1871 года      |
| 30 | Saepe Venerabiles Fratres     |                      | Благодарение по случаю 25-летнего Понтификата    | 5 августа 1871 года   |
| 31 | Quae In Patriarchatu          |                      | О Церкви в Халдее                                | 16 ноября 1872 года   |
| 32 | Quartus Supra                 |                      | О церкви в Армении                               | январь 1873 года      |
| 33 | Etsi Multa                    |                      | О церкви в Италии, Германии и Швейцарии          | 21 ноября 1873 года   |
| 34 | Vix Dum A Nobis               |                      | О церкви в Австрии                               | 7 марта 1874 года     |
| 35 | Omnem Sollicitudinem          |                      | О греко-восточном обряде                         | 13 мая 1874 года      |
| 36 | Gravibus Ecclesiae            |                      | Провозглашение Юбилейного года                   | 24 декабря 1874 года  |
| 37 | Quod Nunquam                  |                      | О церкви в Пруссии                               | 5 февраля 1875 года   |
| 38 | Graves Ac Diuturnae           |                      | О церкви в Швейцарии                             | 23 марта 1875 года    |